# Мориер, Джеймс
Джеймс Джастин Мориер (англ. James Justinian Morier, 1780, Смирна, Османская империя — 19 марта 1849, Брайтон, Англия) — английский дипломат и писатель. Член Лондонского королевского общества.

## Биография
Родился в 1780 году в Смирне, где его отец, потомок французских гугенотов Айзек Мориер (1750—1817), служил генеральным консулом Левантийской компании. 
Окончив образование в Англии, в 1809 году был назначен секретарём британского посла в Персии. Через три месяца был отправлен в Англию, затем снова назначен в Персию секретарём посольства. В 1814 году посол уехал в Англию, и Мориер возглавлял посольство до следующего года, после чего был отозван в Англию по собственной просьбе.
В 1817 году получил пенсию и с этого времени посвятил себя литературе. В 1820 году женится на Гарриет Гревилль. Между 1824 и 1826 годами был особоуполномоченным по подписанию договора между Англией и Мексикой.
Умер в 1849 году, в возрасте около семидесяти лет.

## Литературная деятельность
Джеймс Мориер описал свои путешествия по Персии, Армении и Малой Азии, а также написал несколько романов, которые отличает тонкое знание Востока и яркая обрисовка характеров.
Одной из первых публикаций Мориера (1812) было «Путешествие по Персии, Армении и Малой Азии до Константинополя в 1808 и 1809 годах».
Главными его произведениями являются «Похождения Хаджи-Бабы из Исфагана» (1824) и «Хаджи-Баба в Англии» (1828), а также «Зораб-заложник» (1832), «Аиша, дева из Карса» (1834) и «Мирза» (1841).

## Сноски
1. ↑  The Royal Society. Lists of Royal Society Fellows 1660-2007. The Royal Society. Дата обращения: 27 мая 2011. Архивировано 19 августа 2011 года.